# Кокшамбал
Кокшамбал (мар. Какшамбал) — опустевшая деревня в Новоторъяльском районе Республики Марий Эл. Входит в состав Чуксолинского сельского поселения.

## География
Находится в северо-восточной части республики Марий Эл на расстоянии приблизительно 10 км по прямой на юго-восток от районного центра посёлка Новый Торъял.

## История
Упоминалась с 1925 года, когда в деревне проживали 75 человек, все мари. В 1970 году в деревне проживали 68 жителей, все мари. В 1992 году осталось 1 хозяйство, 2 жителя. С 2002 года деревня Кокшамбал считается нежилой. В советское время работал колхоз «Какшан».

## Население
Население не было учтено как в 2002 году, так и в 2010.